# کهنه‌زوران
کهنه‌زوران، روستایی است از توابع بخش مرکزی شهرستان سردشت استان آذربایجان غربی ایران.

## جمعیت
این روستا در دهستان بریاجی قرار داشته و بر اساس سرشماری سال ۱۳۸۵ جمعیت آن ۲۷ نفر (۴ خانوار)
بوده‌است.